# Quidditch (sport)
Quidditch of Zwerkbal is een op het fictieve Zwerkbal gebaseerde sport die sinds 2005 gespeeld wordt. Zwerkbal komt uit de Harry Potter-serie van de Britse auteur J.K. Rowling. Zowel internationaal als in Nederland wordt de sport officieel quidditch genoemd (zonder hoofdletter, in tegenstelling tot de fictieve tegenhanger). In Vlaanderen wordt wel vaak de term 'zwerkbal' gebruikt uit de Nederlandse vertalingen van de Harry Potterboeken. Soms wordt de naam muggle quidditch (dreuzel-zwerkbal) gebruikt: zwerkbal gespeeld door dreuzels, niet-tovenaars.
Net zoals in de fictieve sport spelen bij quidditch per wedstrijd twee teams van zeven spelers tegen elkaar, die gedurende de wedstrijd steeds een bezemsteel tussen hun benen houden. Het belangrijkste verschil is natuurlijk dat de spelers niet vliegen op de bezems, alles speelt zich op de grond af. Het speelveld komt ongeveer overeen met een hockeyveld. De sport heeft verschillende elementen uit andere sporten/spelen zoals rugby, trefbal, en handbal. Het spel wordt over het algemeen in het Engels gespeeld, met vrij veel Engelstalige terminologie.

## Geschiedenis
De sport is verzonnen door J.K. Rowling, maar de omzetting naar een werkelijke sport gebeurde in 2005, aan Middlebury College in Middlebury (Vermont) in de Verenigde Staten. Rond 2011 waaide de sport over naar Europa. Het regelboek wordt regelmatig vernieuwd.

## Het spel

### Spelers
Er zijn vier soorten spelers in één team:
- De chasers (jagers; 3) zijn de spelers die de doelpunten maken. Zij gooien de quaffle naar elkaar en proberen te scoren in een van de 3 ringen van de tegenstanders.
- De beaters (drijvers; 2) hanteren de bludgers (beukers) en gooien die naar andere spelers om hun een tijdelijke time-out uit het spel te bezorgen.
- De keeper (wachter; 1) is de bewaker van de ringen. Hij mag zich ook in het spel mengen, dan wordt hij een vierde chaser. Binnenin zijn Keeperzone is hij immuun voor beukers.
- De seeker (zoeker; 1) moet de snitch zien te vinden. Hij houdt zich niet bezig met de rest van het spel. Wanneer hij de snitch grijpt, is het spel afgelopen.

### Ballen
- De quaffle (slurk; 1) is een voor 80% opgeblazen volleybal. Hij wordt gebruikt om punten te scoren in de ringen van het andere team.
- De bludgers (beukers; 2) zijn 80% opgeblazen trefballen. Ze worden gebruikt om spelers te raken om hun een time-out te geven. Aangezien er maar 2 beaters zijn per team heeft een van de teams dus altijd twee bludgers. Dit wordt bludger supremacy of BS genoemd.
- De snitch (snaai; 1) is een tennisbal in een gele sok, die wordt vastgemaakt aan de broek van de snitch runner, een onpartijdig persoon die rondloopt binnen de aangeduide zone en die de seekers moet verhinderen de snitch te pakken te krijgen.

### Verloop van het spel
6 Spelers die beginnen van beide teams (de 'starting line-up) moeten bij het begin van het spel op een rij voor hun doel knielen. Als beide teams klaar zijn roept de hoofdscheidsrechter Brooms up!. Dit is het teken dat de spelers naar de ballen mogen rennen, die op de middenlijn van het veld liggen.
Na 19 minuten komt de snitch het veld op en 1 minuut later worden de seekers erop losgelaten. Dit betekent dat er nu 7 spelers van elk team in het veld staan. Zodra de snitch is gevangen is de wedstrijd afgelopen.

### Puntentelling
Elke keer als er een doelpunt gescoord wordt door een van de chasers (de quaffle wordt door een van de ringen gegooid), telt dit als 10 punten voor het team. Als de snitch gevangen wordt, bezorgt dit 150 punten. Een snitchcatch wil met andere woorden niet zeggen dat dat team wint.

### Contact
Quidditch is een contactsport. Dit wil zeggen dat er legaal getackeld mag worden, zij het binnen een strenge regeling.
- Er mag enkel getackeld worden tussen de schouders en de knieën.
- Men mag enkel een speler van dezelfde categorie tackelen. (Een keeper wordt als chaser aanzien).

### Het veld
Het veld is ovaal, maar niet beperkend. Het spel wordt niet stilgelegd als spelers uit de afbakening van het veld gaan. Rond het veld is wel een toeschouwerszone waarin niet gespeeld mag worden. Ballen mogen ook niet buiten de spelzone geschopt worden.

### Scheidsrechters
Er zijn een aantal officials die aanwezig zijn op een wedstrijd om het spelverloop te optimaliseren.
- De Head Ref volgt het algemeen spelverloop. Deze grijpt in bij fouten, en neemt de meeste beslissingen.
- De Snitch Ref volgt de snitch runner en de seekers kijkt of zij illegale handelingen maken. Ook oordeelt hij of een snitch catch goedgekeurd wordt.
- De Assistent Ref let op contact en beats; Diegene bekijkt of de bludgers die gegooid worden de spelers raken en of er legaal contact tussen de spelers plaatsvindt. Zij kunnen "Beat" uitroepen als een speler geraakt is en hun vuist in de lucht houden voor de Head ref als er een contact overtreding gemaakt is.
- De Goal Ref kijkt of de quaffle legaal door de ringen is gegaan bij een doelpunt.

Van zodra er een fout wordt begaan legt de scheidsrechter het spel stil. Dan moeten alle spelers stoppen met lopen en hun bezems op de grond leggen.

### 9¾-regel
Dit is een opmerkelijke regel binnen het reglement van Quidditch, ook wel bekend als de genderregel. Die stelt dat maximaal 4 spelers van hetzelfde team op het veld zich met hetzelfde gender mogen identificeren. Deze gendercategorieën houden in: Man, vrouw en de derde categorie: Non-binary. Deze regel werd gemaakt om transgenders en andere mensen die zich als 'anders' op vlak van geslacht identificeren een kans te geven binnen de sport.

## IQA
De International Quidditch Association geldt als algemene internationale koepel voor alle teams, wedstrijden en toernooien. Momenteel wordt het aantal teams over de hele wereld geschat op meer dan duizend, waarvan vele honderden in de Verenigde Staten alleen.

## Internationale toernooien
De World Cup (WK Quidditch) wordt elke twee jaar georganiseerd in de even jaren. Hierbij doen nationale teams vanuit de hele wereld mee. In de oneven jaren vinden continentale kampioenschappen plaats, zoals de European Games (het EK). Voor 2015 werd het WK onder de noemer Global Games (2014) of Summer Games (2012) gehouden. Dit kwam omdat de nationale kampioenschappen van de VS al de naam World Cup droegen. Deze heten nu de US Nationals en daarvan vindt in 2016 de 9e editie plaats. De eerste European Games vond plaats op 24-27 juli in Sarteano, Italië waar 12 nationale teams vertegenwoordigd waren. De IQA World Cup 2016 vindt plaats in Frankfurt, Duitsland op 23-24 juli. Hier beloven zo'n 25 nationale teams aan mee te doen. Daarnaast vindt er elk jaar de European Quidditch Cup (EQC) plaats waarbij de beste teams uit Europa tegen elkaar spelen (vergelijkbaar met de Champions League). Deze zal in 2016 zijn 4e editie hebben, en zal gehouden worden Gallipoli, Italië op 16/17 april.

## Quidditch in België
Er zijn acht officiële teams in België, leden van de Belgische Quidditch Federatie:
- Antwerp Quidditch Club
- Antwerp B
- Brussels Qwaffles
- Ghent Gargoyles 1
- Ghent Gargoyles 2
- Liège Leviathans A
- Liège Leviathans B
- Wonderful Sprouts
- West-Flanders Warlocks Quidditch Club - Harelbeke

Er zijn ook enkele onofficiële teams, zoals
- The Flaming Fwoopers
- Tournai Thestrals

In november 2013 werd in Vorst, Brussel voor het eerst een toernooi georganiseerd op Belgische bodem, waarbij zeven teams uit onder andere Frankrijk en Spanje meededen. In februari 2014 vond de tweede editie van de European Quidditch Cup plaats te Brussel, ditmaal in Park Woluwe.
In februari 2015 vond in Deurne de allereerste Benelux Cup plaats.

## Quidditch in Nederland
In Nederland kwam de sport in 2014 op gang. Om quidditch daar van de grond te krijgen, werd de sportbond Quidditch Nederland opgericht. In 2016 waren de volgende teams actief:
- Amsterdam/Leiden: North Sea Nargles
- Enschede: Twentse Thestrals
- Rotterdam: Rotterdam Ravens
- Utrecht: Dom Tower Dementors
- Utrecht: NILS Quidditch
- Wageningen: Wageningen Werewolves

NILS Quidditch was het eerste Nederlandse team dat startte.